# Reading (Michigan)
Reading est une ville du comté de Hillsdale, dans l'État du Michigan, aux États-Unis. En 2020, sa population était de 1 094 habitants.